# Fi-kötés

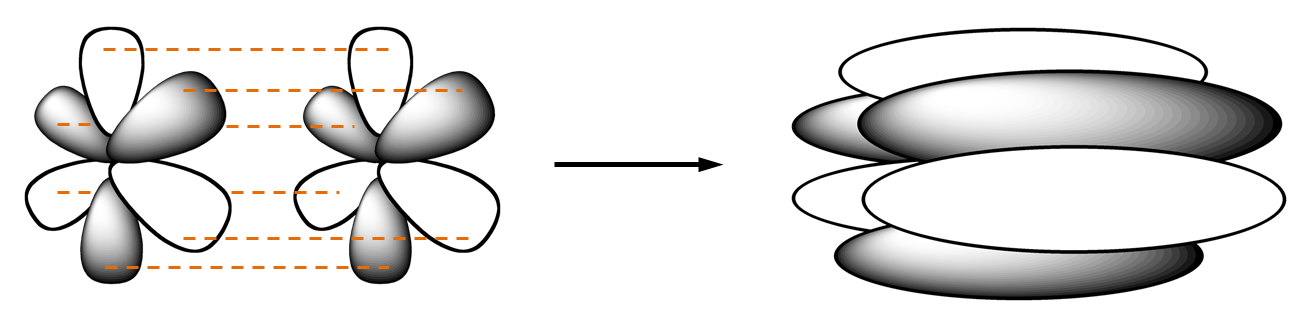
Fi-kötés képződése két f-pálya átfedése révén

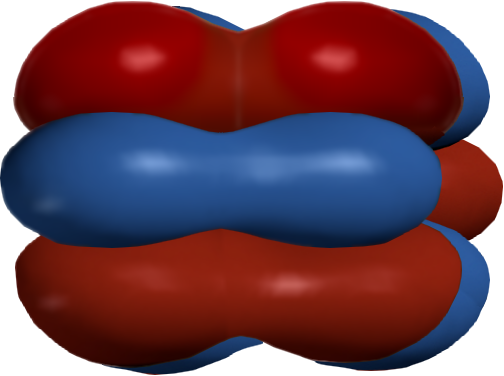
Fi-kötés határfelületének 3D modellje az U_{2}-ben

A fi-kötés (φ-kötés) olyan kovalens kémiai kötés, amelyben az egyik részt vevő atompálya hat lebenye a másik atompálya hat lebenyével kerül átfedésbe. A pályák csomósíkjából pontosan három megy át mindkét atomon.
A névben szereplő görög φ az f-pályákra utal, mivel a fi-kötés pályaszimmetriája – a kötés tengelyének irányából nézve – ugyanolyan, mint a szokásos típusú (6 lebenyes) f-pályáké.